# Joseph Vuthilert Haelom
Joseph Vuthilert Haelom (ur. 17 grudnia 1951 w Lamsai) – tajski duchowny rzymskokatolicki, od 2018 biskup Chiang Rai.

## Życiorys
Święcenia kapłańskie przyjął 3 sierpnia 1980 i został inkardynowany do archidiecezji Bangkoku. Pracował głównie jako duszpasterz parafialny, był także m.in. wicerektorem niższego seminarium, dyrektorem ośrodka duszpasterskiego w Sampran, a także wikariuszem generalnym diecezji Chiang Mai oraz stołecznej archidiecezji.
25 kwietnia 2018 został prekonizowany biskupem Chiang Rai. Sakrę biskupią otrzymał 7 lipca 2018.